# František Smetana
František Smetana (8. května 1914, Ohnišťany – 25. listopadu 2004, Praha) byl významný český violoncellista a hudební pedagog, žijící přes 35 let v zahraničí.

## Život
Lásku k hudbě podchytil od svého otce, již v pěti létech hrál na housle. Jako mladého chlapce slyšel hrát profesor Karel Pravoslav Sádlo pedagog Pražské konzervatoře a Akademie múzických umění v Praze. Vzal jej do Prahy a nechal vystudovat hru na violoncello na Pražské konzervatoři. František Smetana též absolvoval Akademii múzických umění v Praze, později studoval i ve Francii na École normale de musique de Paris, kde vyučovali Diran Alexanian a Pierre Fournier.
V roce 1934 (ve svých dvaceti letech) se stal s klavíristou Josefem Páleníčkem a houslistou Alexandrem Plockem spoluzakladatelem Smetanova tria. Dále založil s houslistou Bruno Bělčíkem a klavíristou profesorem AMU Františkem Rauchem Pražské trio. Byl také členem Českého noneta a Československého kvarteta.
V roce 1940 se oženil s klavíristkou Rudolfou (Dolly) Urbánkovou, s kterou pořádal společná koncertní vystoupení. Se Smetanovým triem hrál až do jeho sloučení s Českým triem v poválečném období, absolvoval s ním mnohá vystoupení a nahrál nemalo hudebních skladeb. Propagoval hlavně díla současných českých autorů.
V říjnu 1948 byl za údajnou protistátní činnost zatčen a odsouzen k půldruhému roku vězení, což mu znemožnilo návrat k pedagogické činnosti. V srpnu 1964 vycestoval s manželkou na pozvání vyučovat violoncello a komorní hudbu do Kingstonu na Jamajku. Roku 1966 přesídlil do USA, nejdříve do státu Iowa a pak do Virginie do hlavního města Richmondu, kde působil na hudební fakultě Virginia Commonwealth University. Roku 1971 obdržel americké státní občanství a titul Profesor Emeritus. Na universitě byl velmi vážen pro úspěšnou pedagogickou i hudební činnost. Vystupoval aktivně v Amatia triu a Virginia triu, které bylo později přejmenováno na Smetanovo trio. Hrál např. v Kanadě, Střední Americe, Evropě, Číně a Koreji. V roce 1980 mu zemřela manželka.
Do vlasti se natrvalo vrátil v roce 2001 a žil až do své smrti 25. 11. 2004 v Praze.